# Mallár József
Mallár József (1813. március 15. – Vác, 1887. december 23.) váci kanonok. 

## Élete
Pappá szenteltetett 1836. május 31-én; segédlelkész volt 12 év és 11 hónapig; 1842-től Cegléden volt káplán; 1849-ben adminisztrátor Szendehelyen (Nógrád megye), 1850-ben Bugyiban (Pest megye), 1854-ben tápióbicskei plébános és egyházkerületi jegyző, 1860-tól alesperes, 1870-től váci kanonok, 1872-ben szentszéki ülnök, később pesti főesperes. 

## Munkája
- Gyász versek néhai mélt. Marchio gróf Pallavicini Eduard úr elhunytára, midőn hült tetemei ns. Csongrád vármegye kebelezte Mindszet helység templomában május 5. 1839. gyászos egyházi szertartással letetetnének. Szeged.